# Градът на слънцето
„Градът на Слънцето“ (на италиански: La città del Sole; на латински: Civitas Solis) е утопично произведение, написано от италианския философ от Калабрия Томазо Кампанела. Създадено е 1602 г., скоро след осъждането на Кампанела за ерес и противодържавна дейност. Първото издание е написано на флорентински, текстът после няколко пъти е бил превеждан на латински, докато през 1623 г. не се стига до изданието във Франкфурт – Civitas Solis idea republicae philosophica.

## Произведението
Кампанела гради работата си вдъхновен от концепцията за традиционното общество, което се базира на свободата, равенството и справедливостта. Основни опорни точки са науката и знанието. Мисълта на автора е антитеза на религията и политиката на неговото време, претърпели спад и деградация, зачитащи единствено интересите на малцина, пренебрегвайки тези на обществото. Като всяко традиционно общество, и в това на Кампанела светската и духовна власт не са разделени. В много отношения произведението се позовава на Държавата на Платон.
Представено е под формата на диалог между двама души: Хоспиталиер в Ордена на Малта и един кормчия на Колумб от Генуа. Генуезецът разказва, как по време на едно от своите околосветски пътешествия, е открил един град в острова на Тапробана с перфектни закони и традиции. Едно теократично общество, където благата, жените и децата са общи за всички граждани.

## Градът
Градът, с кръгла форма, е разположен на хълм и се състои от седем кръга стени, наименувани на седемте планети. Намира се на място с идеален климат изключително благоприятен за физическото здраве. Почти непревземаем е, защото да го превземеш би означавало да го завладееш седем пъти. Може да се влезе в града само през четири врати, разположени точно спрямо четирите посоки на света. В най-високата част на върха се намира много обширно плато, там е разположен Храмът на слънцето (на италиански: Il Tempio del Sole), който също е изграден в кръгла форма.
Седемте стени разделят града на 6 групи, всяка от които представлява различна сфера на познание. Съдържайки всички нюанси на човешкото и природно творчество те са своеобразна илюстрирана енциклопедия. По този начин знанията не са затворени и скрити в книги. На показ са за всеки един обитател на града. Така процесът на обучението се е улеснявал значително.
Първата група съдържа географска карта с всички традиции и ритуали, езиците на всички народи, както и всички геометрични и математически познания. Във втората се намира списъкът с основните концепции по химия и геология, както и географското описание на районите. Третата група съдържа информация за света на морската флора и фауна, всички растения, както и описание на билките и техните лечебни свойства. В четвъртата група са описани всички видове птици, влечуги и насекоми. В петата, всички бозайници. Накрая в шестата група се намира списъкът на човешките изкуства в областта на механиката, както и техните изобретатели. Кампанела е бил изключително заинтересуван от всички находчиви открития, поради това в „Градът на слънцето“ има примери за много любопитни изобретения, като например плавателни съдове, които могат да се движат без вятър и платна, стремена, които позволяват язденето на кон бе помощта на ръцете и т.н.

## Религията
Религиозните упования били близки до тези на християнството, доближавайки се до редица от неговите догми. Вярвало се е в един Бог, в безсмъртието на душата и Божественото Провидение. Въпреки това „слънчевите“ почитали не само Исус, но и Озирис, Зевс, Мойсей и Мохамед. Не вярвали в Ада или което и да е Божие наказание. Съществуват и намеци, свързани с астрономията, според които католицизмът няма да бъде приет и определено ще бъде забранен.
Религията им би могла да се оприличи като един вид осмоза между града и звездите. Кампанела обещава: „Ще направя небесата храм, а звездите олтар“. Храмът на слънцето се състои от големи колони, подредени в кръг, върху които се издига голям купол, на който е изобразена небесната сфера. Много детайлна и подробна, тя съдържа наименованието на съзвездията и звездите, както и тяхното влияние върху земните дела. Върху олтара се намира образът на Христовия кръст, върху който са изобразени два глобуса: първият представящ небесната орбита, а вторият Земята. Глобусът на Земята е заобиколен от седем светлини, представляващи седемте планети. Посредници между Бога и човека са 24-те свещеника, които обитават клетки в най-високите места на Храма. Използвайки техните астрологични познания те наблюдават звездите и подбират най-подходящото време за създаване на младото поколение, земеделска дейност и т.н.

## Управление и начин на живот
Егоизмът, ужасите на войната, гладът и насилието не са познати на обитателите на града.
Законите са гравирани на медни плочи и регламентират много строго определен начин на живот. Не съществуват затвори, но има една кула, където се отнема свободата на гражданите, които не следват законите в тяхната цялост.
Светската и духовната власт са поверени на един върховен водач (италиански: Principe Sacerdote), изпълняващ ролята на висш арбитър. Той е наричан Слънце или Метафизик. Необходими са няколко основни качества, които управникът трябва да притежава: теоретични и практически знания, креативност и мъдрост. С оглед наличието на житейски опит, има изискване и за възрастта: трябва да е на повече от 35 години. Висшият арбитър е допълван от трима Principi: Sin, отговорен за науката, Pon, за войната и мира и Mor или Amore, за потомството, образованието и работното призвание на всеки един жител.
Начинът на организация на града е изцяло рационален. Контролиран е от група хора, наричани Offiziali. Тяхно задължение е да наблюдават постоянно, така че никой да не може да наруши правата на който и да е свой съгражданин. Според тях притежанието на семейство или къща предизвиква прекомерно себелюбие и всички производни от това състояние последствия. Те вярват, че неравното разпределение на блага има негативен ефект както на обществено, така и на морално ниво. Именно поради това гражданите нищо не притежават. Всичко е общо: храна, къщи, дрехи, образование, жени, деца... Всеки разполага с равни възможности. Частните блага не съществуват, защото това би довело до насилие и егоизъм. Има по един съгледвач за всяка една добродетел: Свобода, Благородство, Милосърдие, Целомъдрие, Криминално и гражданско правосъдие, Трудолюбие, Честност, и т.н. Всеки от тях е назначаван от невръстна възраст в зависимост от вродените му добродетелни качества.
Изцяло контролиран от призваните за това управници е и процесът на възпроизводство. Според автора актът на създаване и отглеждане на поколението носи голяма отговорност и изисква определени познания и умения, които ако липсват, ефектът би бил дълга верига от страдания за всички. Освен това развиването на дадена вродена добродетел изисква определена среда. Не трябва да се допуска осланяне на случайността или индивидуалните нагласи и чувства на родителите при развиване на качествата на техните деца. Поради тази причина поколението в детеродна възраст следва стриктни правила. Изборът на партньори и време не е индивидуално. То се извършва от Официалите в зависимост личните качества на бъдещите родители и подходящите астрологични показатели. Водещи не са привличането и страстта. Изборът е воден изцяло от социалната отговорност и любовта към цялото.

## Работа и образование
Обстановката в Неапол през XVII век е била: частна собственост, безделие и бедност, висока безработица. От 300 000 жители, едва 1 на 6 има работа.
В „Града на слънцето“ няма срамна работа, тя, редом със знанието, е издигната в култ. Безделието е презряно. Всички са равни по достойнство, а тези, чийто труд изисква повече усилия (занаятчии, строители...), получават по-големи похвали. Всеки бива запознат с всяка възможна в града работа и спрямо неговите най-отличителни дарби заема своето работно място. На острова на Тапробана жителите работят само по 4 часа на ден, тъй като работата е основно интелектуална. Останалото време се посвещава на творческа и развлекателна дейност, но изцяло в услуга на знанието и общото. Разделението на труда е изключително равно. Задължително условие е всички да работят, за да не бива обезценен трудът на другите.
Образованието е задължително за всеки един обитател на града. Това на децата се основава на идеята „учи чрез игра“. Всъщност всички на възрастта от 3 години биват отделени от своето семейство. Биват събирани заедно и започват да бъдат обучавани от учители, които посредством стените на града им предават всички познати на човечеството знания. Така чрез издълбаните изображения и книги всеки придобива енциклопедични знания.

## Утопичният социализъм и влиянието му върху социализма от XIX век
„Градът на слънцето“ е творба, която описва идеално амбициите и идеите на редица велики умове на Европа от XVII век, на фона на: необратимия упадък на феодалната система, новите географски открития, Реформацията, прогреса на научните теории на Николай Коперник и Галилео Галилей. Поривът на Кампанела и редица други ранни утописти за създаване на едно изцяло рационално, по-справедливо и добро общество е пряко продължение на Платоновата „идеална държава“ – „царството на философите“.
Именно разработваните още през Ренесанса и Просвещението социални утопии са корените на развитието на социалистическата идея през XIX век.
Развитието на науките и индустриализацията през XIX век са основна предпоставка за повишаване вярата във възможностите на разума и знанието, за постигането на всеобщо благоденствие. Едни от наследниците на просвещенския модернизъм са носителите на социалистическата идея. Това са тези мислители, които смятат, че за реализиране на просвещенския проект са необходими нови средства. Разочаровани от създадения след Френската революция свят, за тях царството на разума не е осъществено, политическото равенство не е достатъчно, а буржоазното общество е необходимо да бъде преодоляно.

## Издания в България
- Томазо Кампанела, „Градът на слънцето или Поетически диалог за първообраза на държавата“, превод от латински Любомир Б. Павлов, София: Партиздат, 1971, 172 с.
- Томас Мор, „Утопия“/ Томазо Кампанела, „Градът на слънцето“, превод от латински Александър Милев, Любомир Б. Павлов, София: Народна култура, 1984, 236 с.